# Ioueldaob
Ioueldaob (auch: Eoueldaob) ist eine Region im Inselstaat Palau. Sie erstreckt sich südlich der Insel Babeldaob.
Zur Region gehören die Inseln des State of Koror, des State of Peleliu und Angaur. Die traditionelle Einteilung bezieht sich auf die südlichen Inseln, wobei Ioueldaob in wörtlicher Übersetzung „Niederes Meer“ bedeutet, während die Bedeutung von Babeldaob „Oberes Meer“ ist.